# Phytoseius paluma
Phytoseius paluma är en spindeldjursart som beskrevs av Thomas Walter och John Stanley Beard 1997. Phytoseius paluma ingår i släktet Phytoseius och familjen Phytoseiidae. Inga underarter finns listade i Catalogue of Life.